# Para-Oost
Para-Oost è un comune (ressort) del Suriname di 7.349 abitanti.